# 高取城

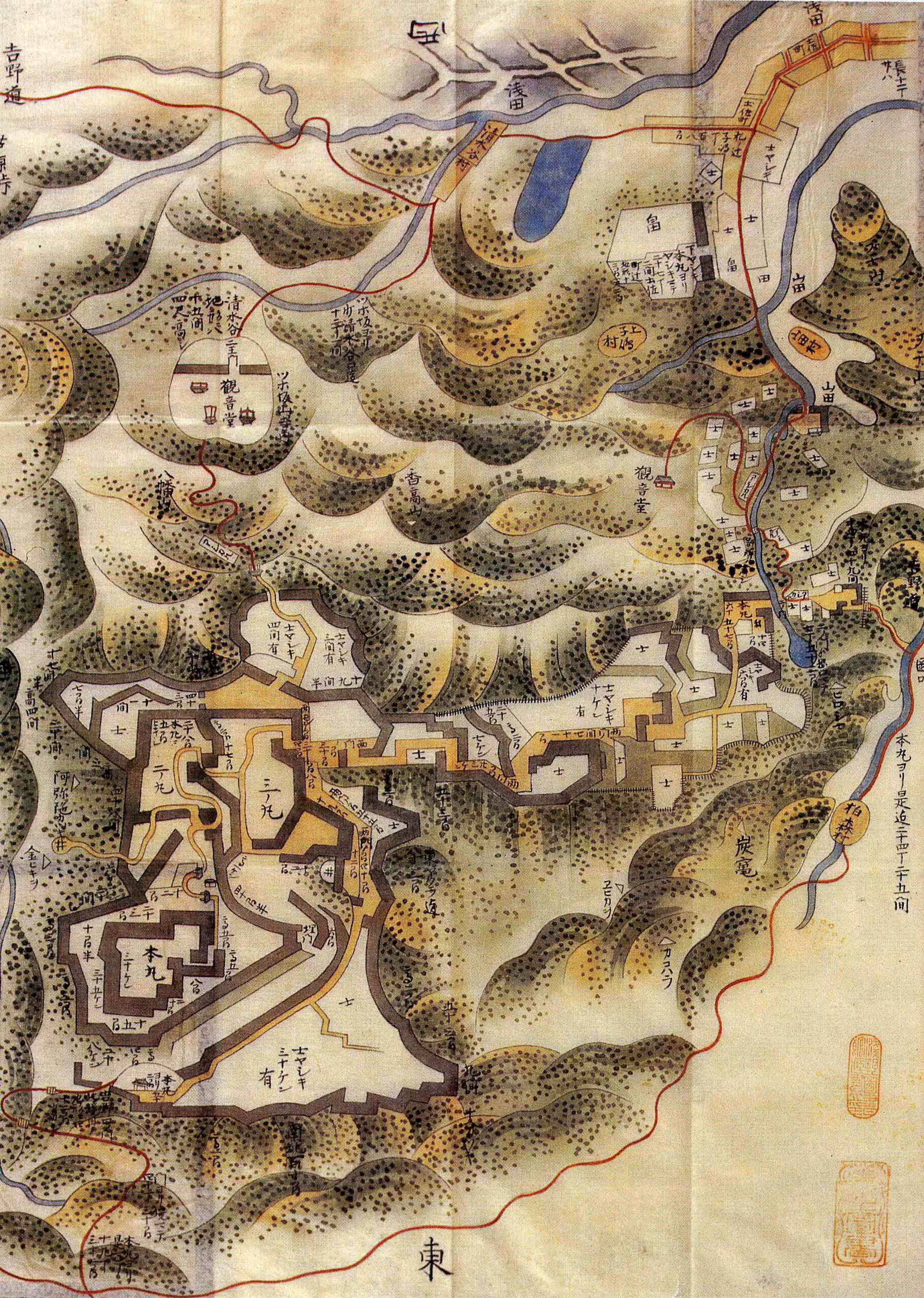
高取城古絵図/浅野文庫所蔵

高取城（たかとりじょう）は、奈良県高市郡高取町高取にあった日本の城。別名、高取山城。江戸時代は高取藩の藩庁であった。国の史跡に指定されている。

## 概要
城は、高取町市街から4キロメートル程南東にある、標高583メートル、比高350メートルの高取山山上に築かれた山城である。山上に白漆喰塗りの天守や櫓が29棟建て並べられ、城下町より望む姿は「巽高取雪かと見れば、雪ではござらぬ土佐の城」と歌われた。なお、土佐とは高取の旧名である。
曲輪の連なった連郭式の山城で、城内の面積は約10,000平方メートル、周囲は約3キロメートル、城郭全域の総面積約60,000平方メートル、周囲約30キロメートルに及ぶ。日本国内では最大規模の山城で、備中松山城（岡山県）・岩村城（岐阜県）とともに日本三大山城の一つに数えられる。元和元年（1615年）の一国一城令の際も重要な山城として破却を免れ、現在に至るまで石垣や石塁が残されている。天守、御殿、櫓、門、土塀と言った建物の復元計画はない。

## 歴史・沿革

### 室町時代・安土桃山時代
南北朝時代、南朝方であった越智邦澄が元弘2年（正慶元年、1332年）に築城したのが始まりと伝えられている。当初は越智氏の本城である貝吹山城の支城として機能していた。越智氏の支配が長く続き、戦国時代には高取城が越智氏の本城となっていたようである。天文元年（1532年）6月の飯盛城の戦いで圧勝した証如軍（一向一揆衆）は大和国に侵攻してきた。対立関係にあった興福寺の僧兵たちは越智氏のいる高取城に庇護を求めてきた。証如軍は高取城を包囲し、激戦となったようだが、筒井軍に背後を襲われた証如軍は敗走した（天文の錯乱）。
その後、織田信長によって大和国内の城は郡山城一城と定められ、高取城は天正8年（1580年）に一旦は廃城となった。
天正11年（1583年）8月に筒井順慶の配下となっていた越智玄蕃頭頼秀が殺害され（自害とも）、越智氏は滅亡した。
筒井順慶は、信長が本能寺の変で横死した後、天正12年（1584年）に支城網の一つとして本格的城塞へと改めた。
天正13年（1585年）、筒井氏は伊賀国上野に転封となり、豊臣秀長（豊臣秀吉の異父弟）が郡山城に入城し、大和国は秀長の配下となった。高取城には当初、秀長の重臣脇坂安治が入ったが、後に同じく重臣の本多利久に与えられた。天正17年（1589年）、利久は家臣諸木大膳に命じ、新しい縄張りをもって築造した。本丸には、多聞櫓で連結された3重の大小天守、二の丸には大名屋敷が造営され、城内には三重櫓が17基建ち並んだ。また、郭内には侍屋敷も整備され、他には類を見ない広壮な山城が出現した。家臣団は、山麓の高取市街に城下町を営んだ。
利久は、天正19年（1591年）に没した秀長の後嗣となった秀保に仕えた。文禄4年（1595年）、秀保が17歳で没した後、利久の子俊政は秀吉の直臣となり1万5千石が与えられた。秀吉没後の混乱期に、俊政は徳川家康についた。慶長5年（1600年）、家康の上杉景勝討伐の際に、俊政は討伐軍に加わり不在であった。この隙に乗じ、石田三成は兵を派遣し高取城を攻めたが、俊政の従弟・正広はこの要害のおかげで西軍を敗退させた。俊政は関ヶ原の戦いの後、東軍に付いた功を認められ、1万石の加増を受け高取藩2万5千石の初代藩主となった。

### 江戸時代
俊政の子の政武は、寛永14年（1637年）嗣子なく没し本多氏の支配は終焉した。
本多氏廃絶の後、桑山一玄（大和新庄藩主）と小出吉親（丹波園部藩主）が城番となったが寛永17年（1640年）旗本の植村家政が2万5,000石の大名に取り立てられ新たな城主となった。以後、明治維新最後の城主植村家壷まで植村氏が14代にわたって城主となった。幕末には、山上二の丸にあった藩主御殿は山麓に移され、天誅組の変で攻撃を受ける。

### 近現代

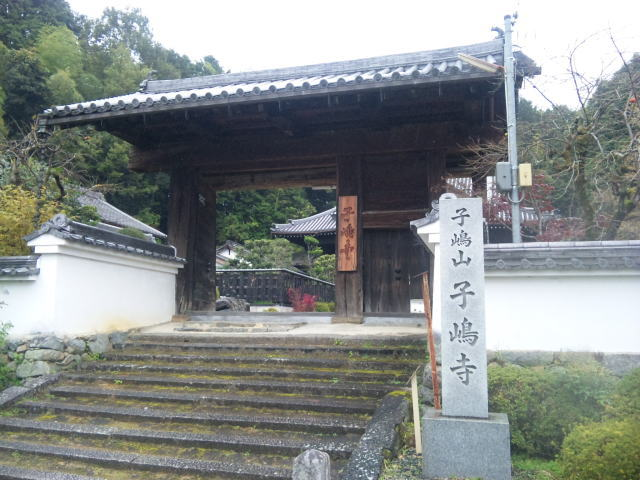
旧二の門（子嶋寺山門）

明治2年（1869年）6月、版籍奉還により兵部省の管轄となり明治6年（1873年）廃城となった。入札により建造物の大半が近隣の寺院などに売却された。明治20年（1887年）頃まで天守をはじめとした主要建造物は城内に残っていたが人里離れた山頂であるため管理されずに自然倒壊したとされる。その一方で、明治6年（1873年）に建物の払い下げが行われ、7円35銭6厘（100円とも）で落札されるが一部を取り壊したのみで、明治20年（1887年）に黒門の払い下げ、明治24年（1891年）ごろに天守以下の建物全ての取り壊しが行われたともされる。
この内、二の門は町内にある子嶋寺の山門に、新御殿（藩主下屋敷）の表門は町内の石川医院の表門に、松ノ門は1892年（明治25年）に土佐小学校（町立高取小学校）の校門として移築された。1944年（昭和19年）、小学校で起きた火災により小学校は全焼、松ノ門は一部損傷し臼井家（伊勢屋・現在の金剛力酒造）が解体保存していたが2004年（平成16年）、児童公園の表門として復元した。確認されている高取城の現存構造物はこれらのみである。この他に、下屋敷表門を移築したものではないかと言われている門が残っていたが門は取り壊され石碑のみになっている。
殆どの建物は失われたが、遺構は人里離れた山頂にあることが幸いし、人為的に崩壊することなくほぼ完全な状態をとどめている。しかし、樹木が生長し根が張り出したり、維持管理や補修が充分でない事から石垣の形が崩れたり崩落の危険がある箇所もある。
貴重な城郭資料として昭和28年（1953年）3月31日に国の史跡に指定された。平成18年（2006年）に、日本100名城に選定された。

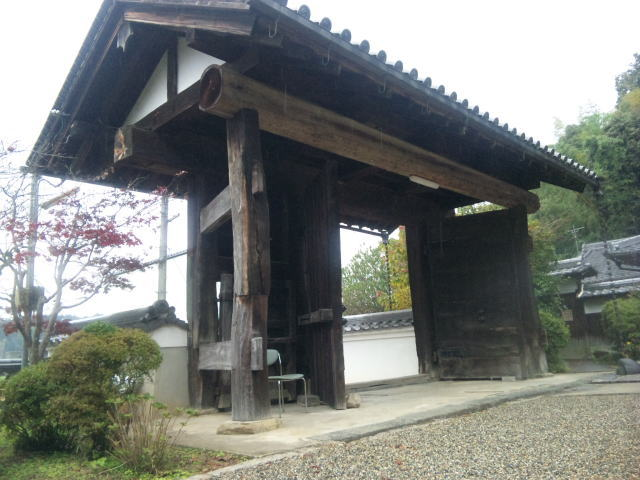
旧二の門（子嶋寺山門内側）
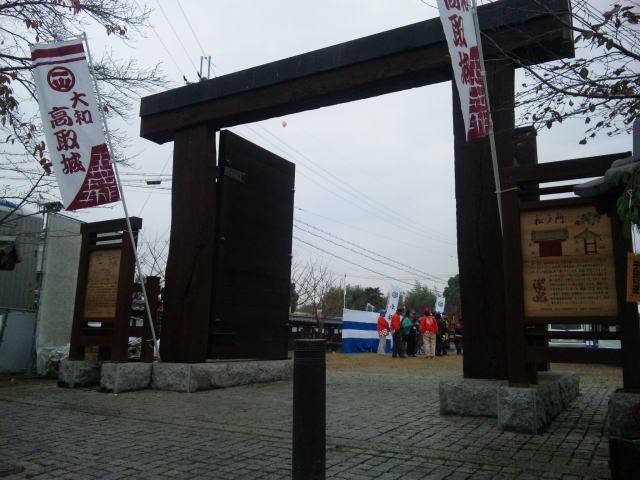
児童公園にある松ノ門の柱と桁
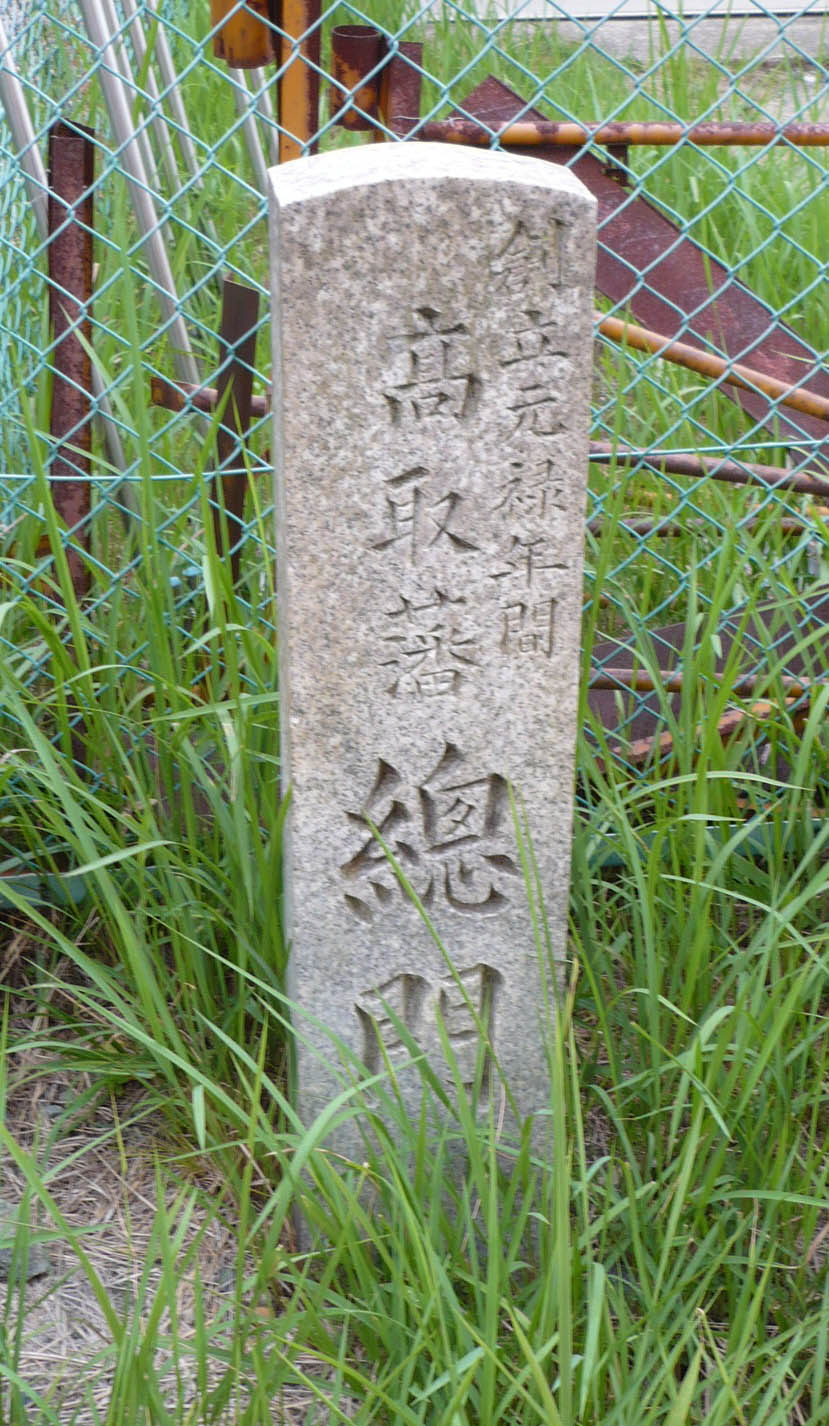
総門跡の石碑

## 城郭

連立式天守の構造

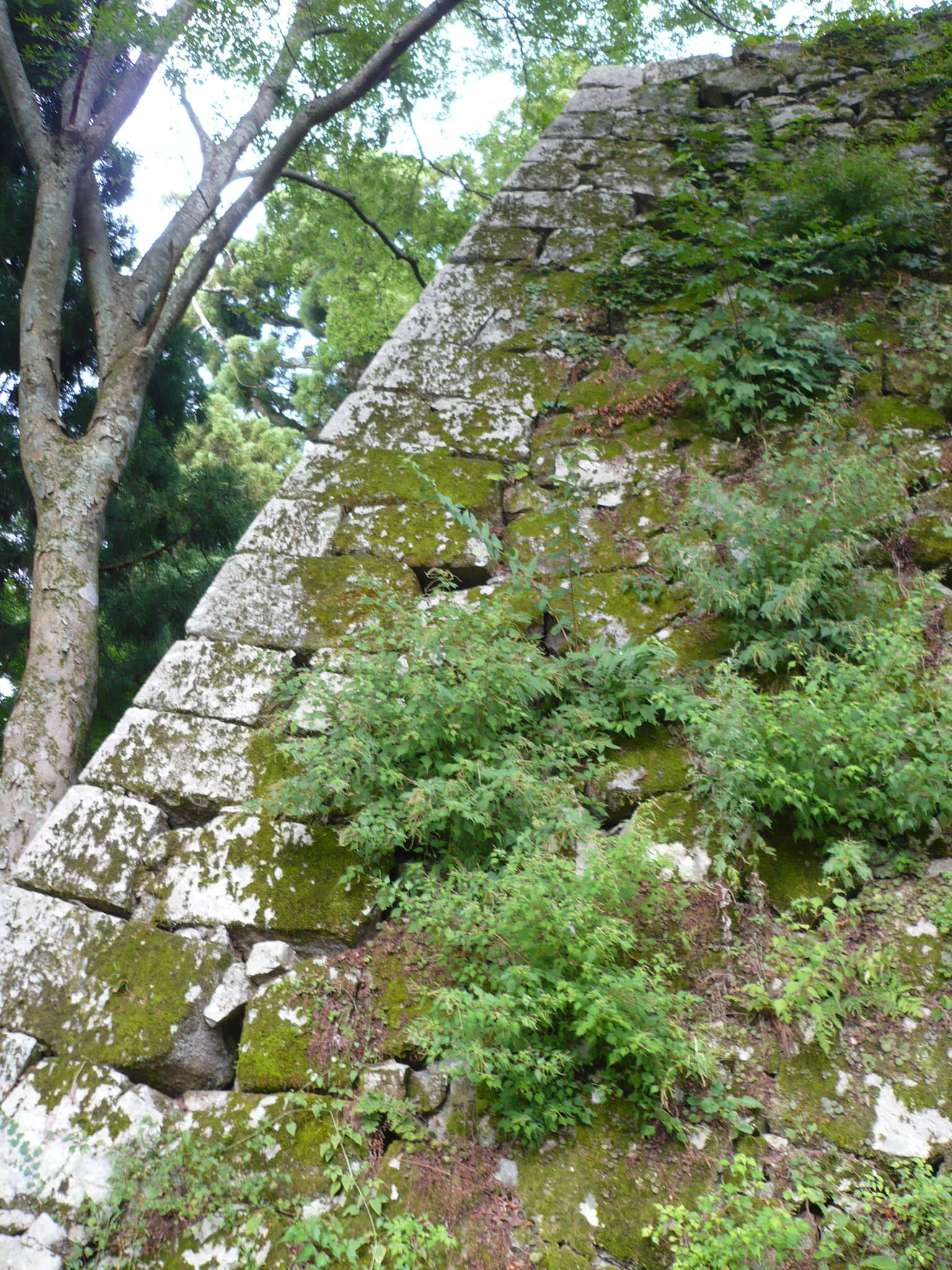
天守台下の打込みハギと算木積み

植村時代は、それぞれ3重の天守と小天守をはじめ、22基の櫓、5基の多門櫓、33棟の門、2900メートルの土塀、3600メートルの石垣、9の橋梁（きょうりょう）、5の堀切からなる山城であった。高取城は『高取町史』によると、近世的な改築は天正9年（1581年）から始まり、本多利久が朝鮮出兵より帰国した文禄2年（1593年）、そして植村氏が入封した寛永17年（1640年）ごろには基礎を築いたと指摘している。この植村氏が統治する約200年以上、大きな焼失や災害にあうことなく、部分的な修築がなされていたであろうが、旧状を保っていたと思われている。また『大和高取城研究』によると、当時は城の石垣を組みなおす場合でも、江戸幕府に報告し許可が必要であったが、高取城に関しては3代将軍家光より直々に、植村氏は三河国居城時の松平氏の古参譜代であり、山上にあることから年々破損も多いと思われるということで「一々言上に及ばず」と特別に許されていたようである。現状を維持する分には、容易に改修ができたと思われている。

### 本丸
本丸部分の大きさは東西に75メートル×南北に60メートル、高さは約8メートルの石垣に囲まれている。南西には3重3階の「小天守」があり、大きさは東西12メートル×南北13メートルある。また東側には2重3階の「硝煙御櫓」があり、虎口付近、「具足櫓」対岸には平櫓の「鉛御櫓」がある。このように本丸は、1基の天守と1基の小天守、3基の櫓が多門櫓で連結された連立式天守の縄張りであった。

この5基の櫓で囲まれた本丸部分には、「本丸大広間」という場所に礎石が数カ所あり1棟の御殿があったと考えられている。また、この御殿跡周辺には東西約5メートル×南北約3メートルの「楠井戸」がある。高取城の井戸は多数見受けられるがその大半は、雨水や湧水を集水したもので、地下の水脈まで到達した井戸はほとんどない。

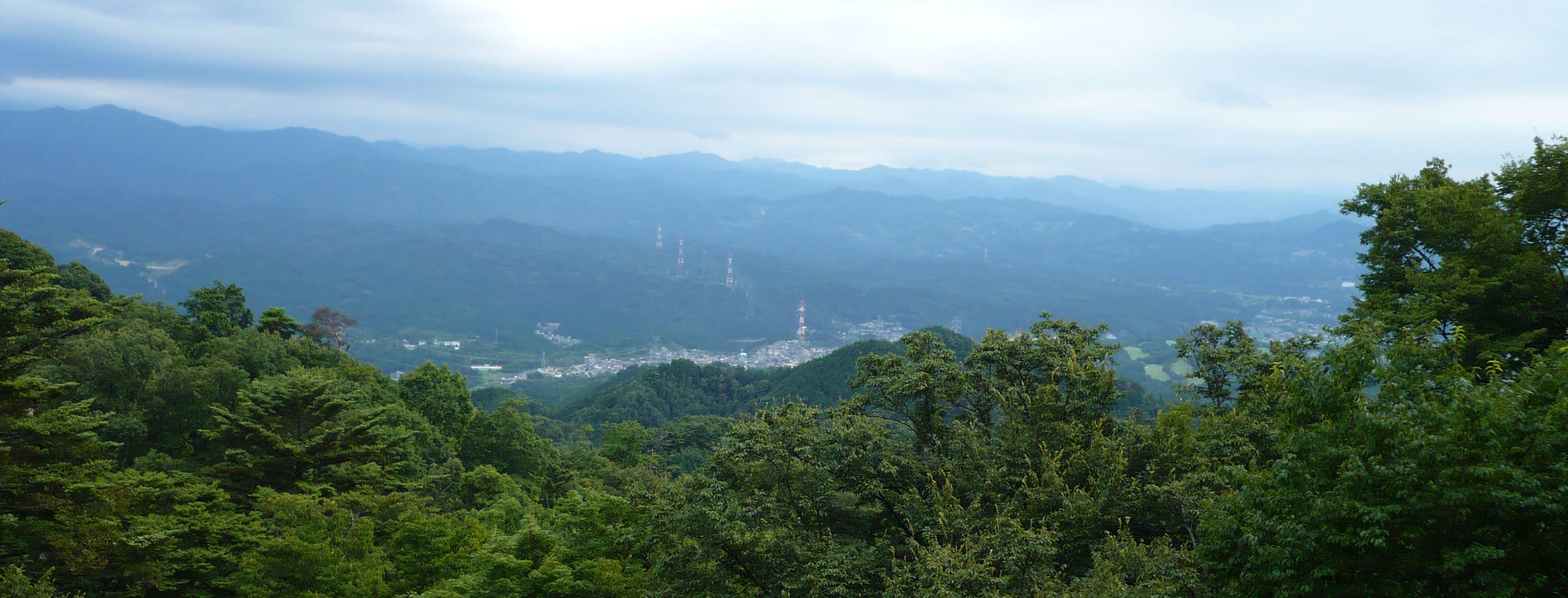
本丸からの眺望

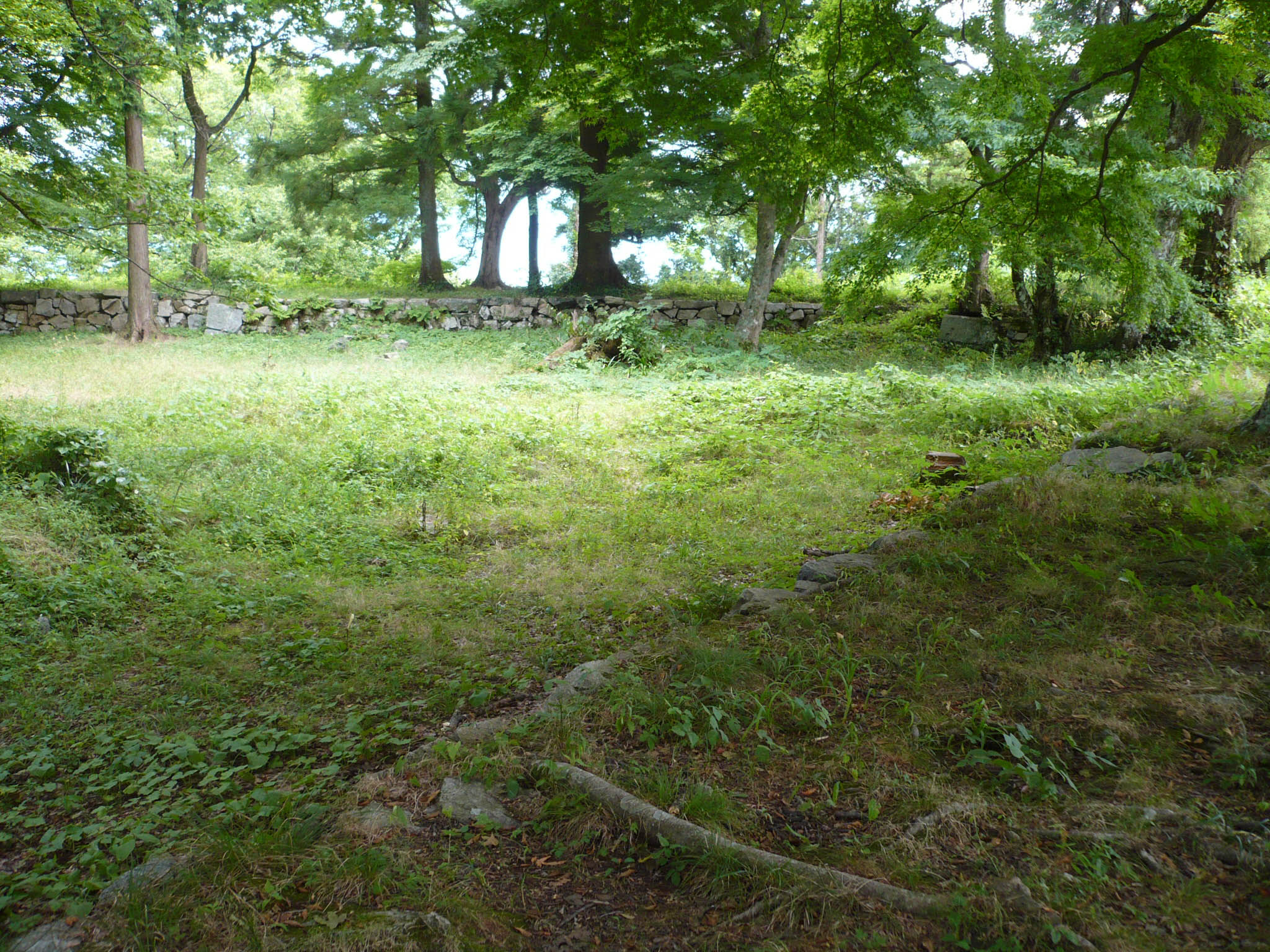
本丸跡
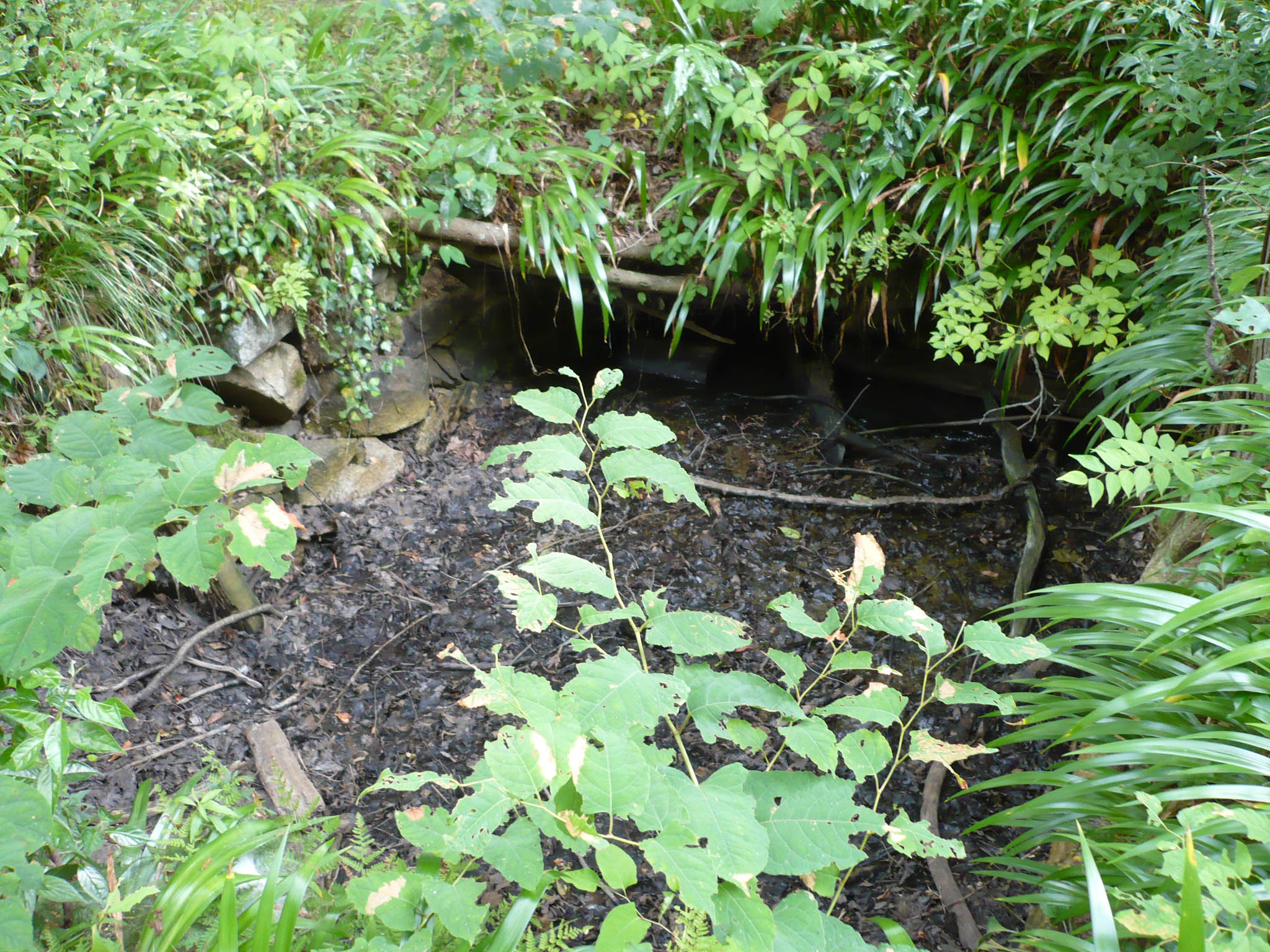
楠井戸
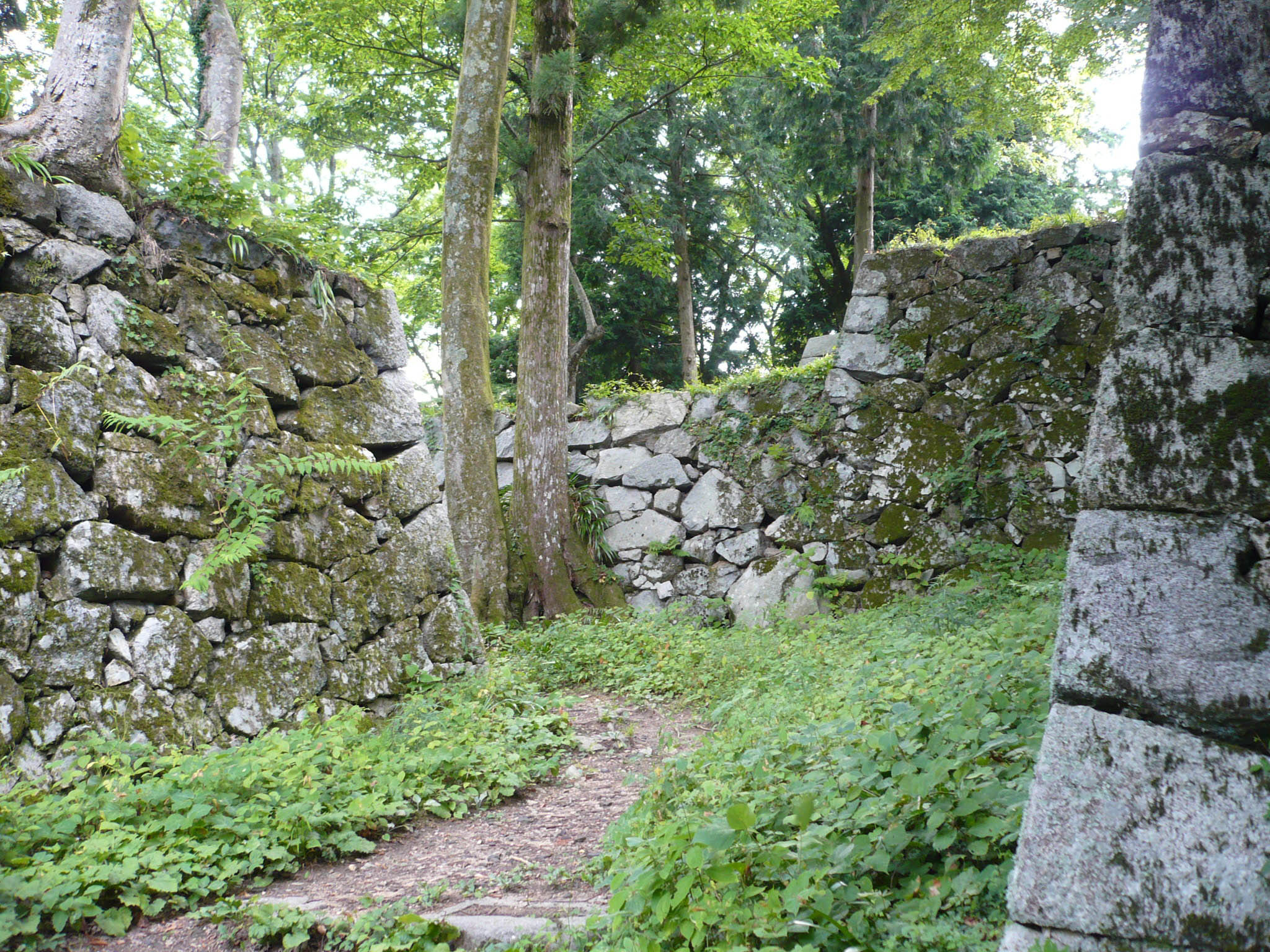
本丸への虎口
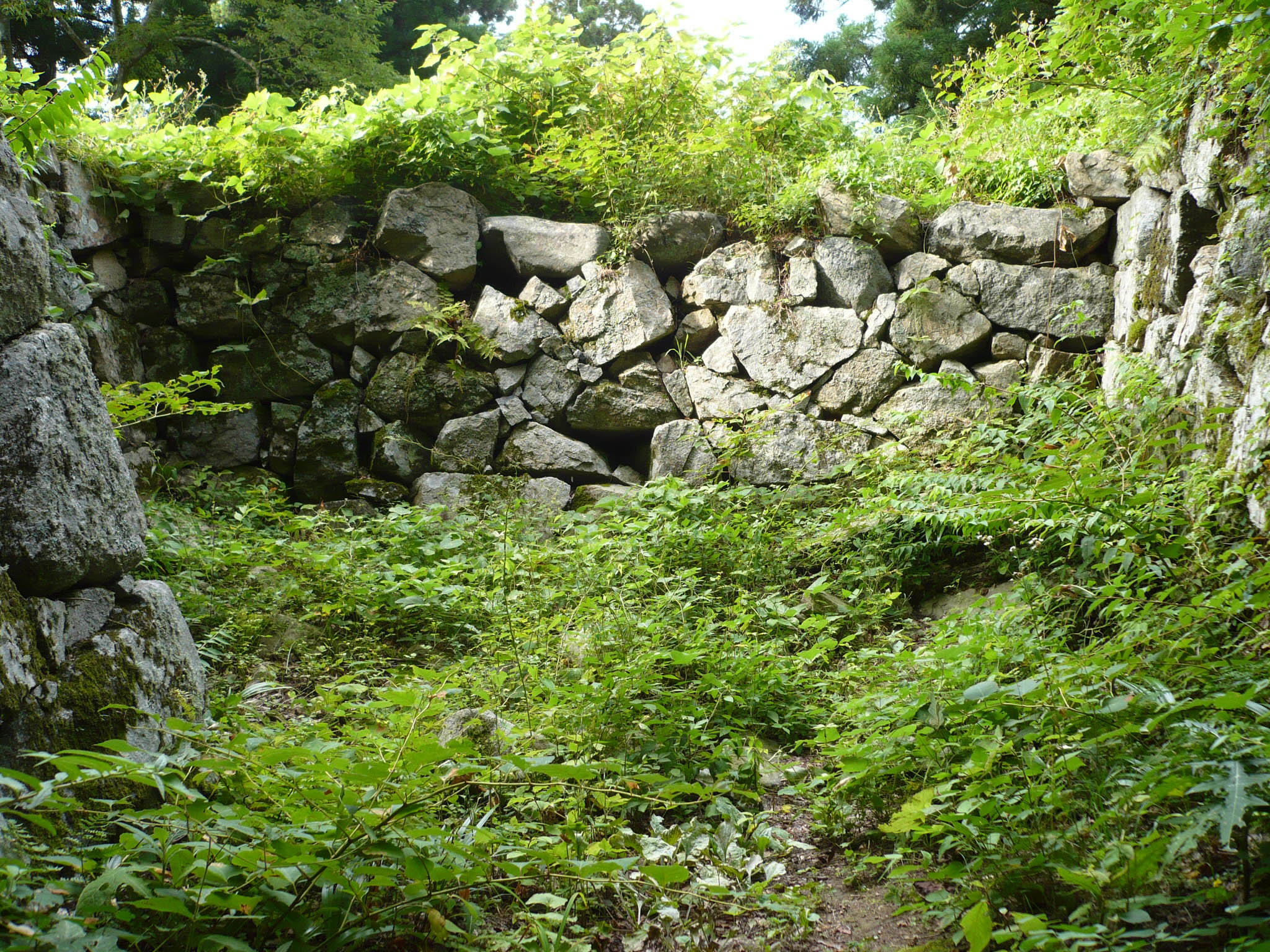
高取城天守台の穴蔵

#### 天守

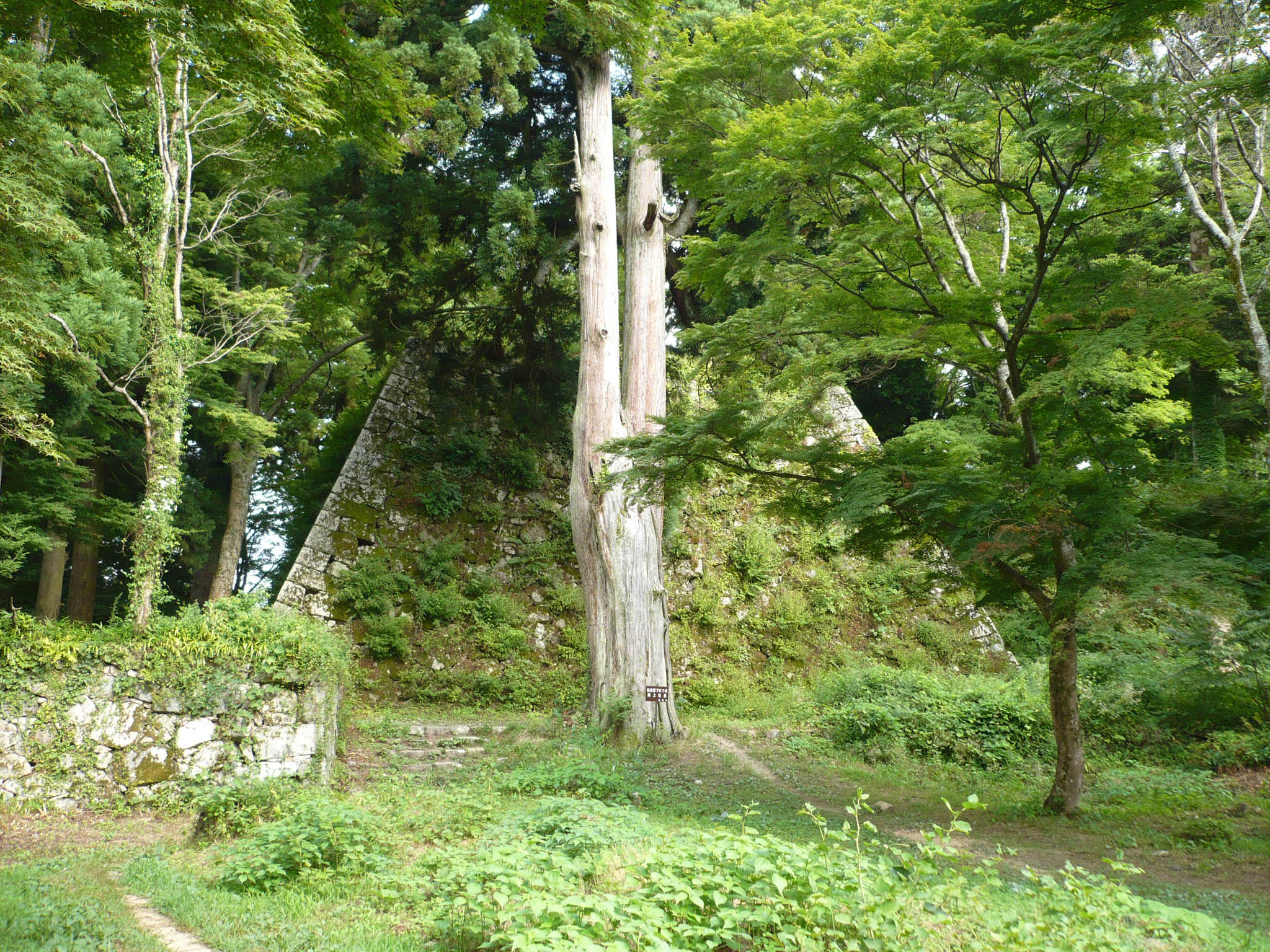
天守台

天守台の石垣は打込みハギで、隅部は算木積みで反りのない工法である。天守は本丸の北西に位置し、天守台には通路が約3メートルの穴蔵を設けている。このような穴蔵形式をもつ天守台は、他では犬山城、福知山城、岐阜城が同じような形式で、天守台としては発展期の築城様式と考えられている。天守の大きさは東西に約16メートル、南北に約14メートルの規模で「御天守」と呼ばれている。外観は『和州高取城山之絵図』によると、1重目は千鳥破風、2重目の中央に出窓形式、3重目には軒唐破風があり、外壁は白漆喰総塗籠であったようで、外観3重、地下1階の天守が推定されている。また、天守台の東側には付櫓台が属しており、2重の「具足櫓」が建っていたと考えられている。

### 太鼓御櫓・新御櫓・国見櫓

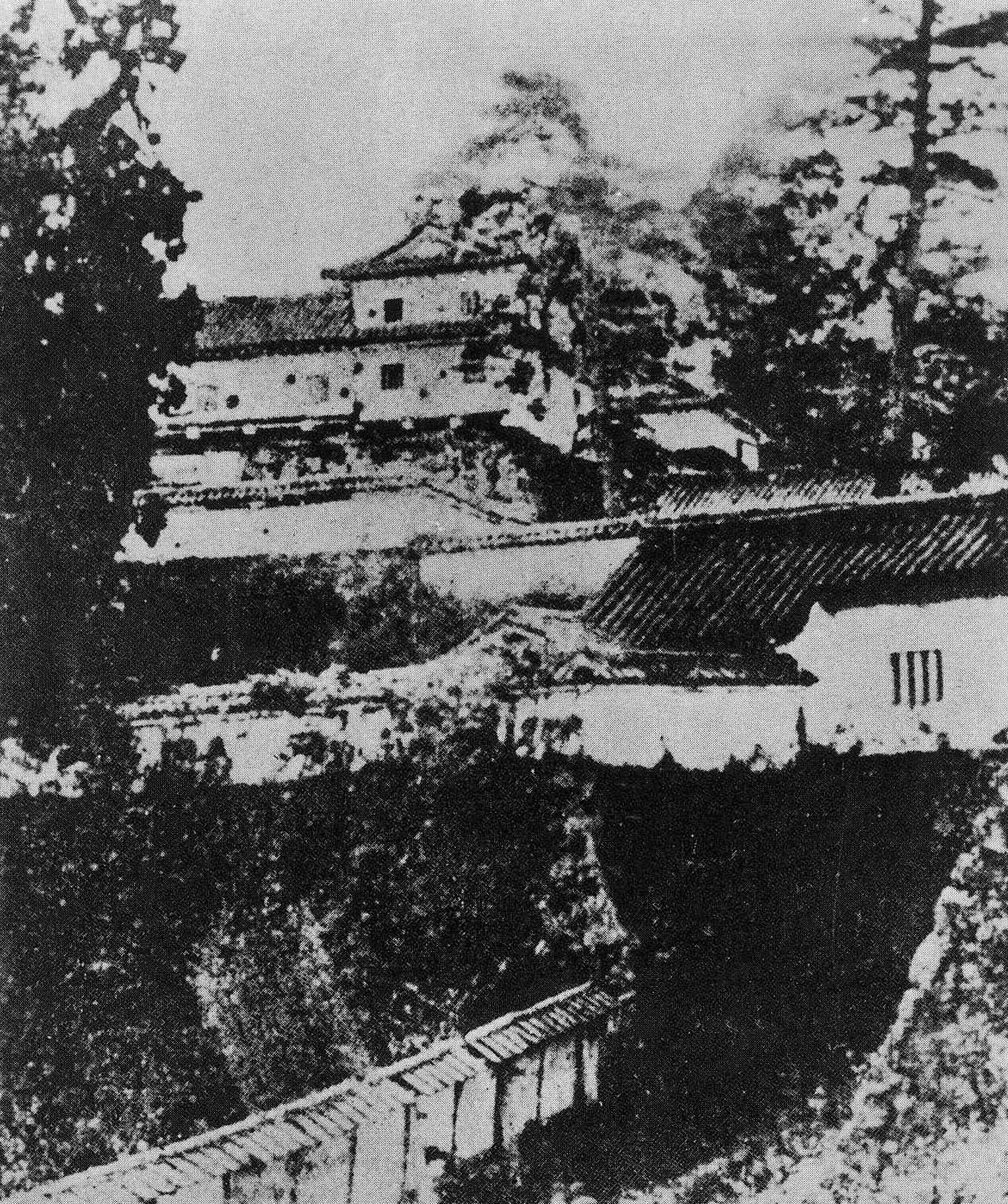
明治20年頃の御城門（大手門）から太鼓御櫓を仰ぐアングル。この写真の最も奥に太鼓御櫓が写っており、重箱造で天守と同じ白漆喰総塗籠、方形の格子窓2つ、上部の入母屋破風が確認できる。この写真には一部「十五間多門」も写りこんでいる。

本丸と二の丸の間には2基の櫓が建っていた。一つは「太鼓御櫓」は南側で2重2階、もう一つは「新御櫓」は北側で同じく2重2階、その間を土塀でつなぎ、また太鼓御櫓から「十五間多門」があった。「新御櫓」、「太鼓御櫓」、「十五間多門」とちょうど「Ｌ字」型をなしている。
この建物群の機能としては、ここで天守の防衛を果たし馬出の形式をしていたと考えられている。この石垣が新しくみえるのは、昭和49年に修復されているからである。新御櫓は太鼓御櫓の後ろ側にあたるため古写真に姿はないが、石垣の構造などからおそらく同規模の櫓が建っていたと推定されている。新御櫓台には礎石跡が確認されている。
二ノ門から本丸へ行く途中には国見櫓があった。櫓は失われているが石垣上から文字通り奈良盆地を一望する事が出来、天候が良ければ大阪市街・六甲山・比叡山までも見通すことが出来る。

### 二の丸
二の丸の大きさは東西に約65メートル×南北は約60メートルで、主な建設物として、二の丸を守る北側中央にある「十三間多門」と「西江角櫓」、北西には「火之見櫓」、南西に「客人櫓」、南側中央に「御風呂屋」、そして中央に「二の丸御殿」が建設されていた。御風呂屋は2階建てで、寄棟、柿葺屋根になっており、石垣沿いに建設され、吉野山方向を望む風流な建物であったと考えられている。「二の丸御殿」には、玄関、御書院、大広間、湯殿、井炉裏間、廊下、雪隠等の間取りがあり、特に大広間は本丸大広間と同規模で、その大広間の上段には「軍議処」と呼ばれる場所があり、その南側には御書院が2室あり、重要な建物であったと推察されている。なお二の丸御殿の玄関が高取国民学校に移築されたが、昭和19年に焼失した。

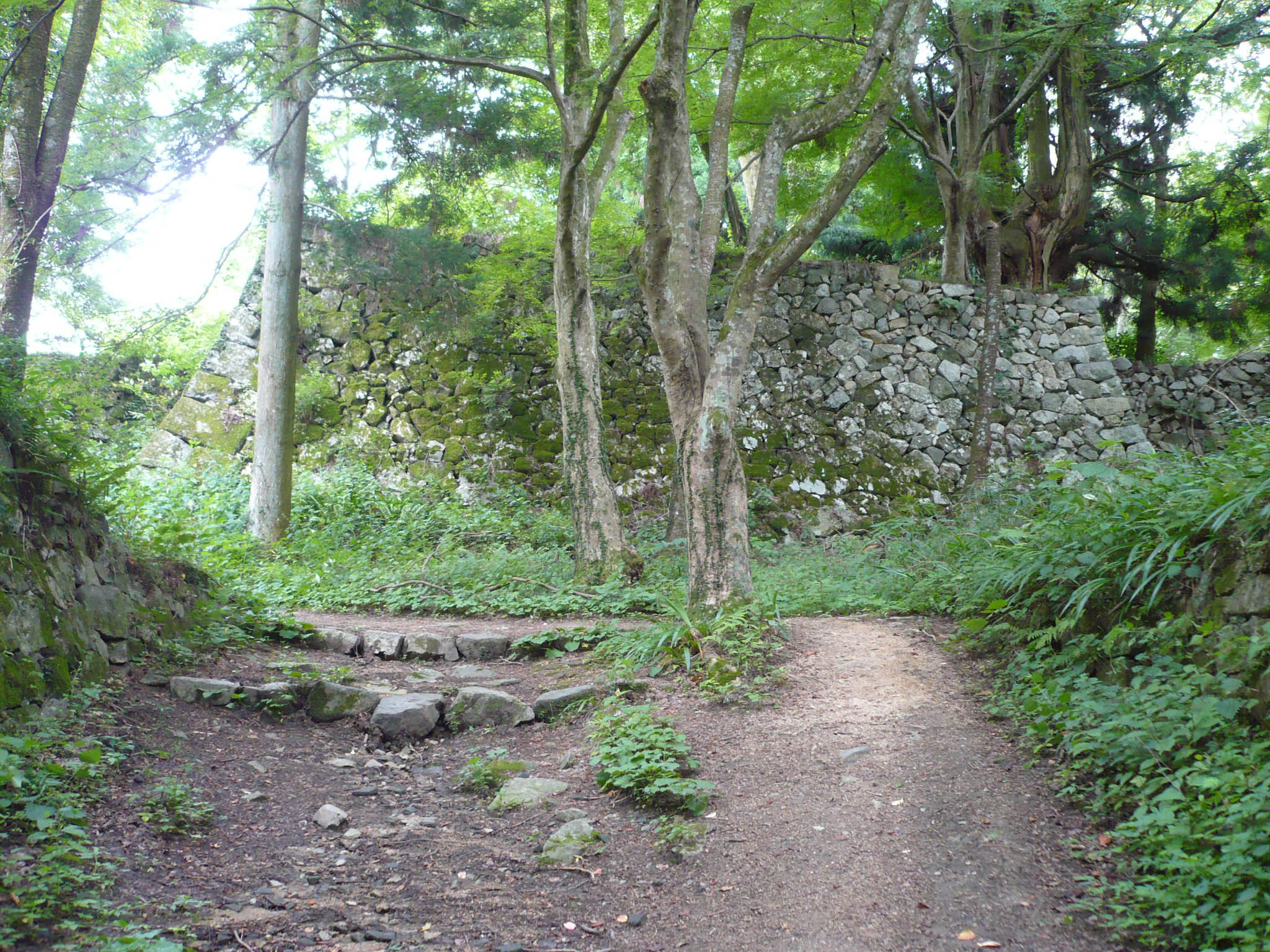
御城門より二の丸方向を撮影

### 御城門
「二の丸御殿」下段の北側には通路幅約8メートルの外枡形状の虎口があり、「御城門」という門が開かれていた。高取城の大手門に相当し、この内側には平櫓の「竹櫓」が置かれていた。「竹櫓」とは、攻めてきた敵の足を滑らせる竹を保管していたと伝承されている。また上段にある太鼓御櫓の古写真は、この場所から撮影されたものである。

### 下屋敷
高取城跡より、1200メートル下ると植村家長屋がある。また、その南側の丘陵にあるが「下屋敷」もしくは「ゴテンアト」と呼ばれていた藩邸が置かれていた。大きさは、東西約80メートル×南北約90メートルで、北側半分は公的な場として活用され、南側半分を私的の場としていた。弁天池や四阿紫府亭も設けていた。また、門の東側には水堀があったと伝承されているが、その遺構は確認できていない。

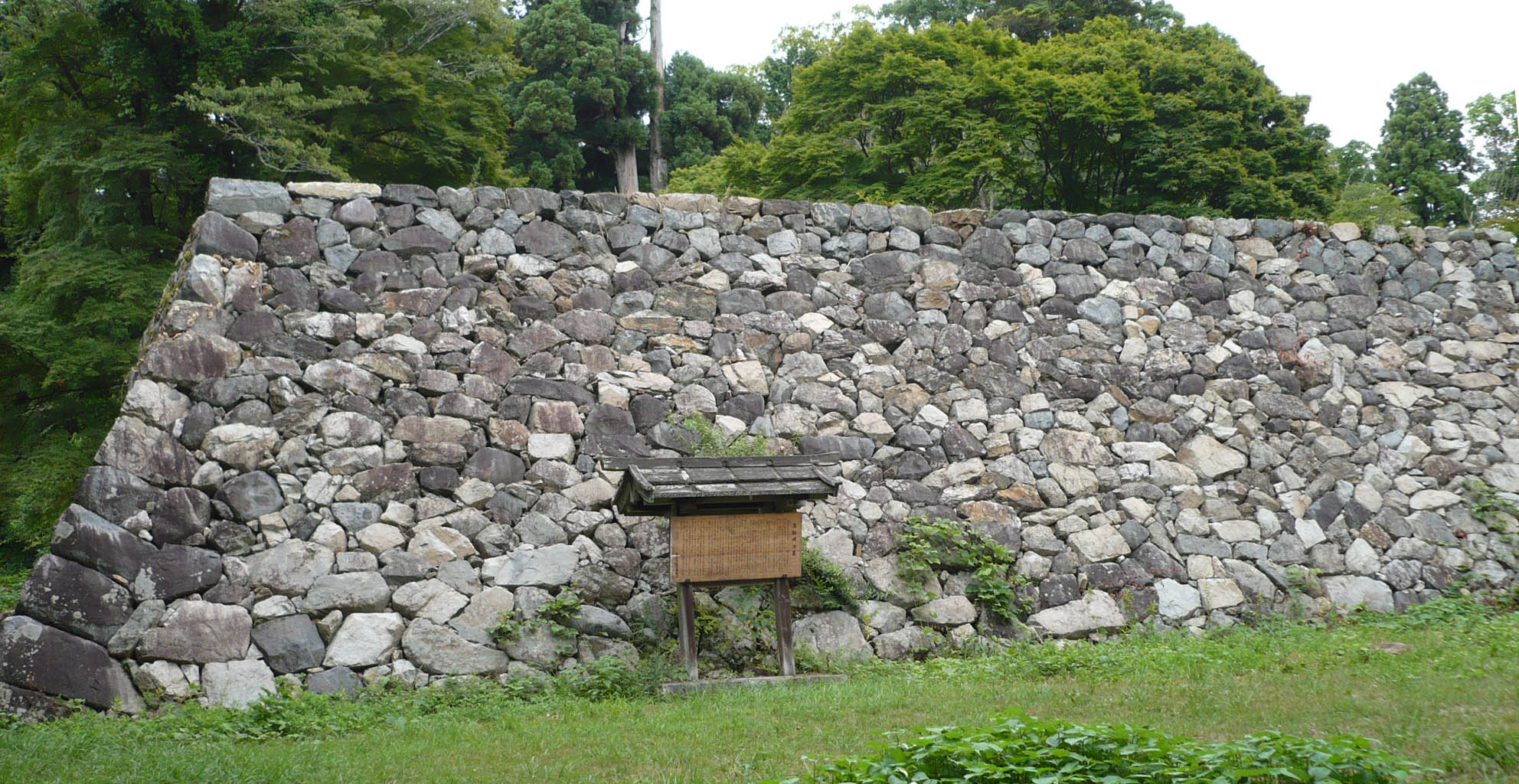
二の丸方向からの太鼓御櫓台と新御櫓台
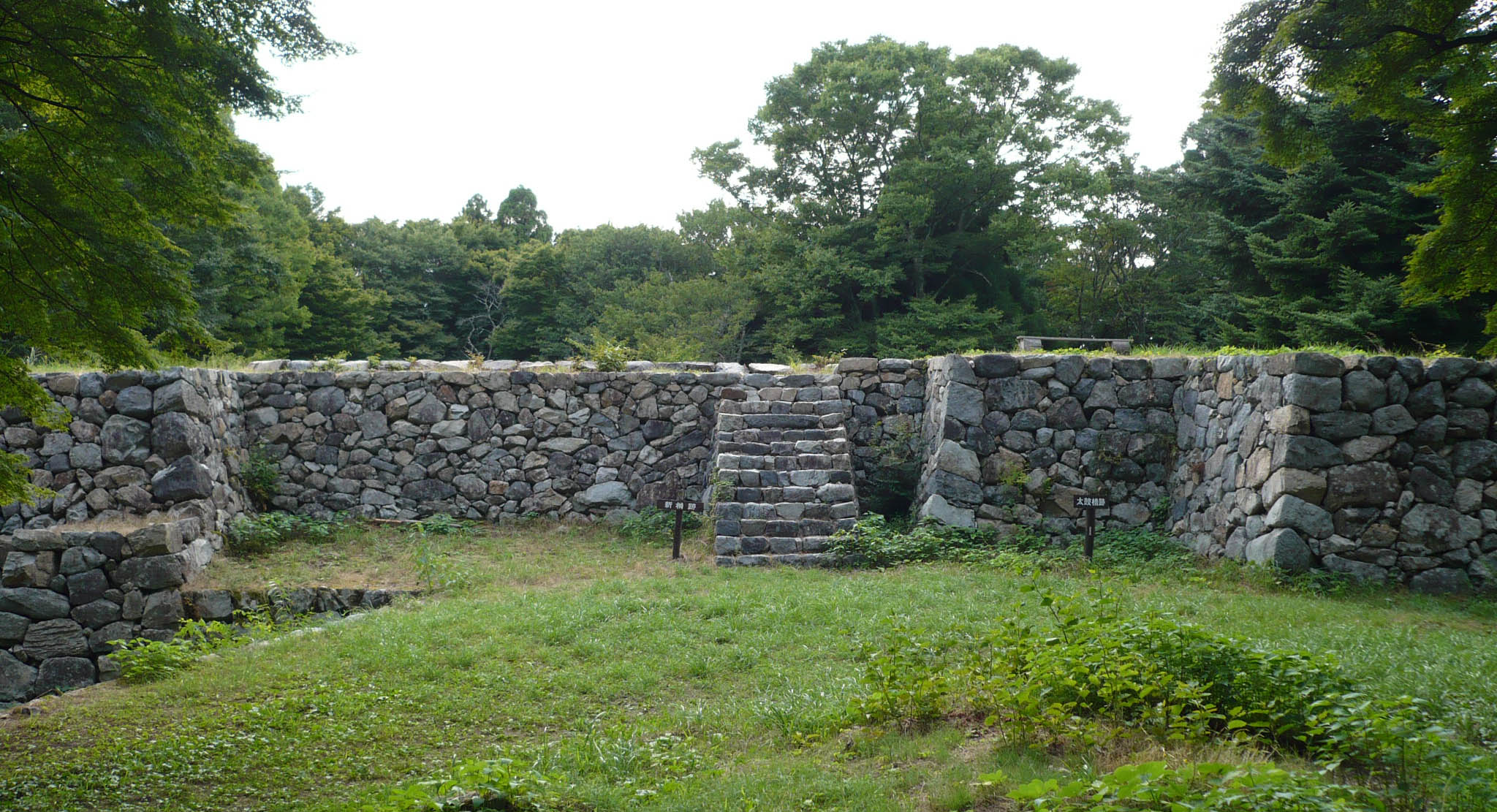
本丸方向からの太鼓御櫓台と新御櫓台
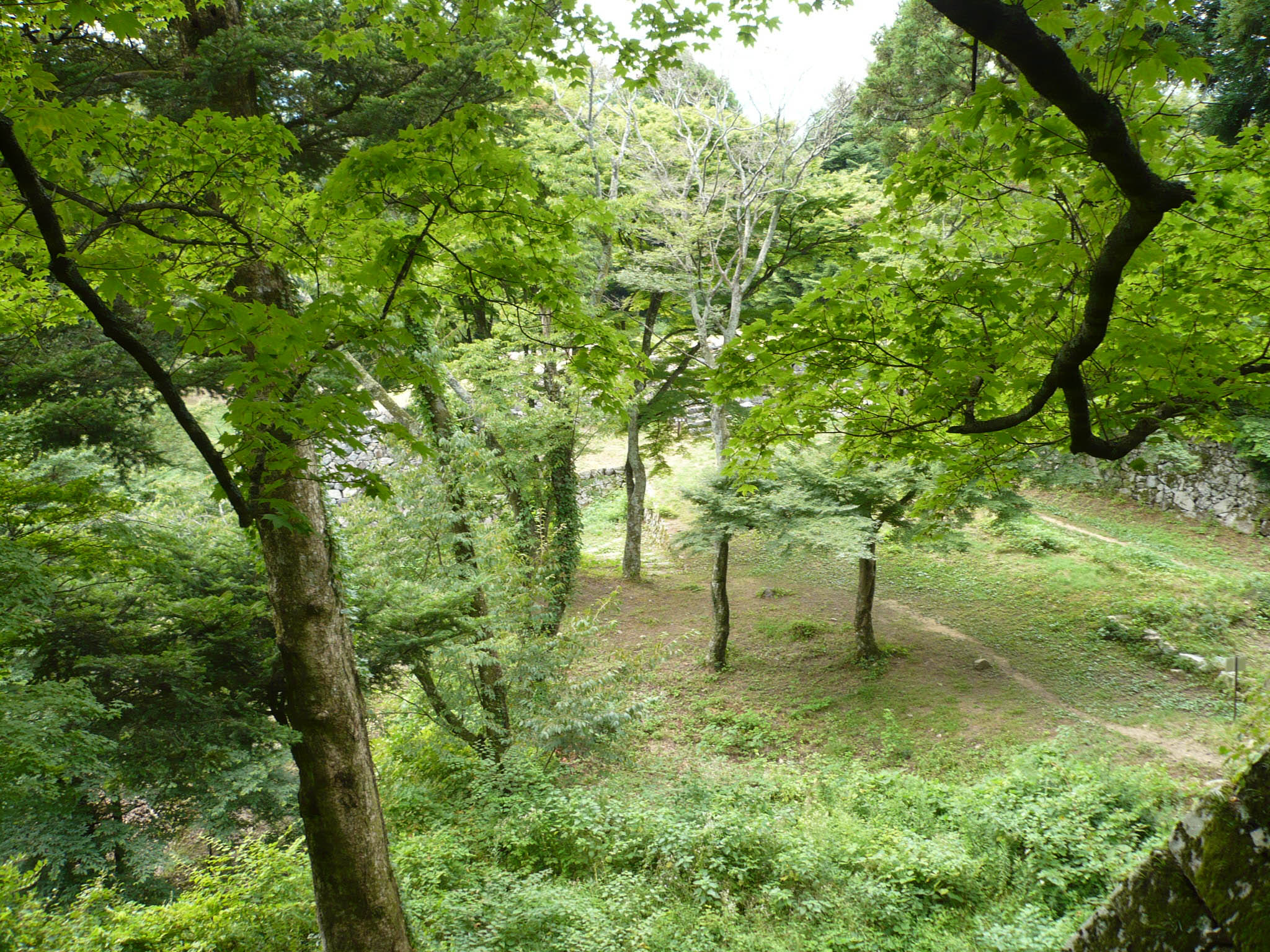
天守台からの太鼓御櫓台と新御櫓台
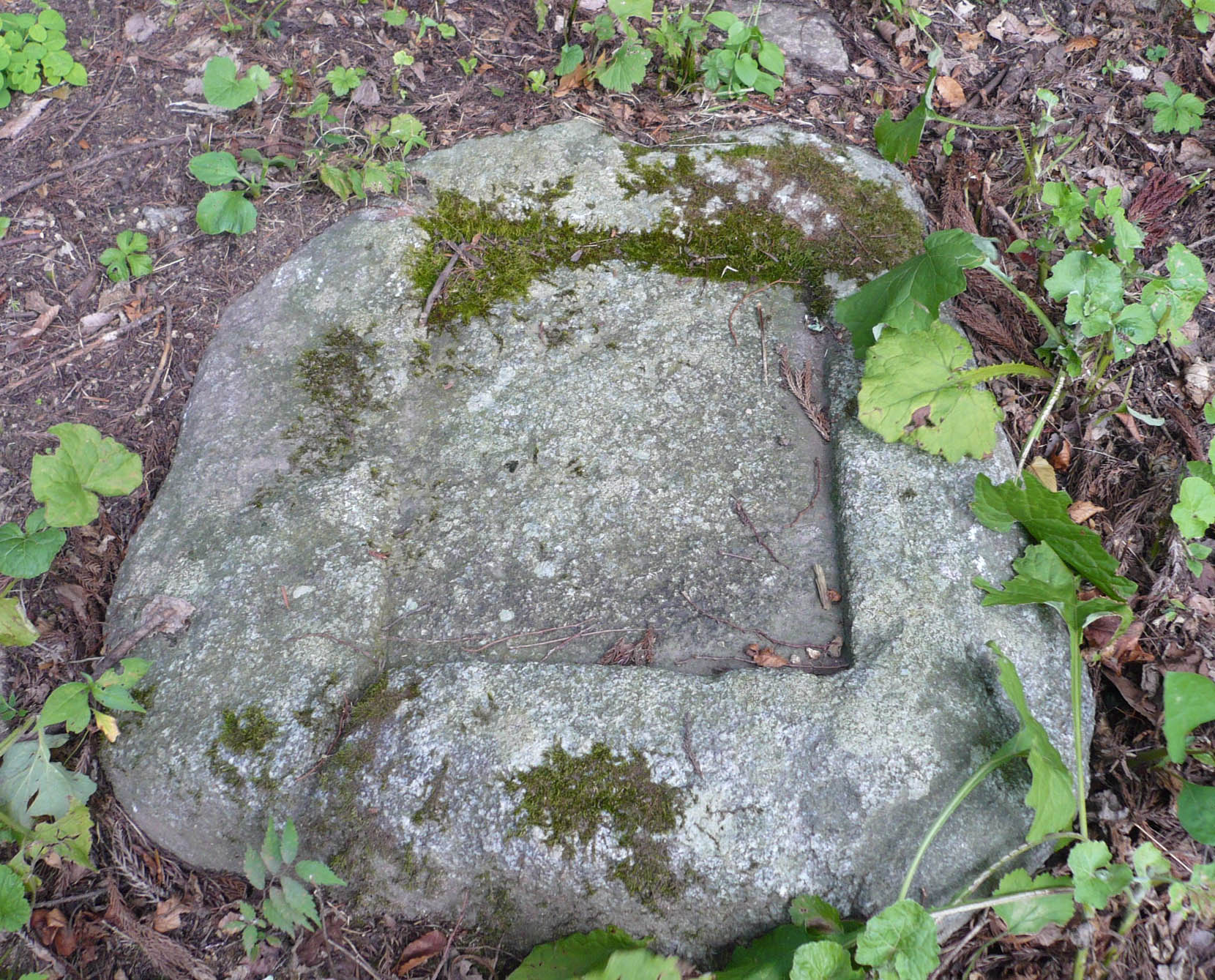
本丸下にある門の礎石跡

### 高取城の特徴
高取城の特徴として「城郭談話会」では次の4つを挙げている。
標高の高い山城であるが近世の施設がある
戦国時代以前の山城は山上の要害に築かれているが、近世になるにつれ小高い丘や平地の中心部に居城が移されることが多い。高取城のように山城のまま石垣、天守、櫓、門、殿舎まで築かれた例は少ない。火災や風雨、山上の不便さから、再築されることが少なかったからである。しかし、高取城は3代将軍家光より「一々言上に及ばず」という許可があり、それで江戸時代を通じて各建物の存続と完備ができたとしている。
縄張と虎口の構成
高取城の縄張りは山城であるにもかかわらず、広い敷地をもち、連郭式縄張りと言われている。高取城は標高が高い場所に築城されているわりには、天守、櫓、門等の多くが建設される余裕があり、平山城と同じような構えをもっている。また不等辺台形の隅部に三重天守、小天守、二重櫓を配し、周囲に多聞櫓を巡らしている点は、和歌山城と類似する。この共通性は、羽柴秀長が3か国の太守となり、和歌山城には桑山重晴、抑えの城である高取城には本多利久と、自らの家臣を置いたからと考えられている。
天守と小天守が建てられている
山城に天守がある例は日本国内ではいくつかあったが、小天守まである例はほとんどない。例えば洲本城には、天守に小天守台はあったが、小天守台に小天守が建てられたかどうかは不明である。そもそも山城は眺望が優れており、近世の山城には天守すらない例があるが、高取城は「三重天守」以外にも一回り小さな「三重小天守」まである。築造時期は明確ではないが、本多利久から植村氏が入るまでと推定されている。
櫓の数棟が多く、独特の名称が多い
高取城は櫓の数が多い。三重櫓は、天守、小天守を含めると6棟あって、二重櫓が7棟あり、白漆喰総塗籠で姫路城に似た外観であったと考えられている。また、鐙櫓、具足櫓、十方矢倉、火之見櫓、客人櫓、小姓櫓など、独特の櫓名があるのも高取城の特徴であると指摘している。また、二の門外の大手筋と岡口門の分岐に、猿石と呼ばれる石像がある。明日香村から石材として運ばれたもの。

## 交通・登城

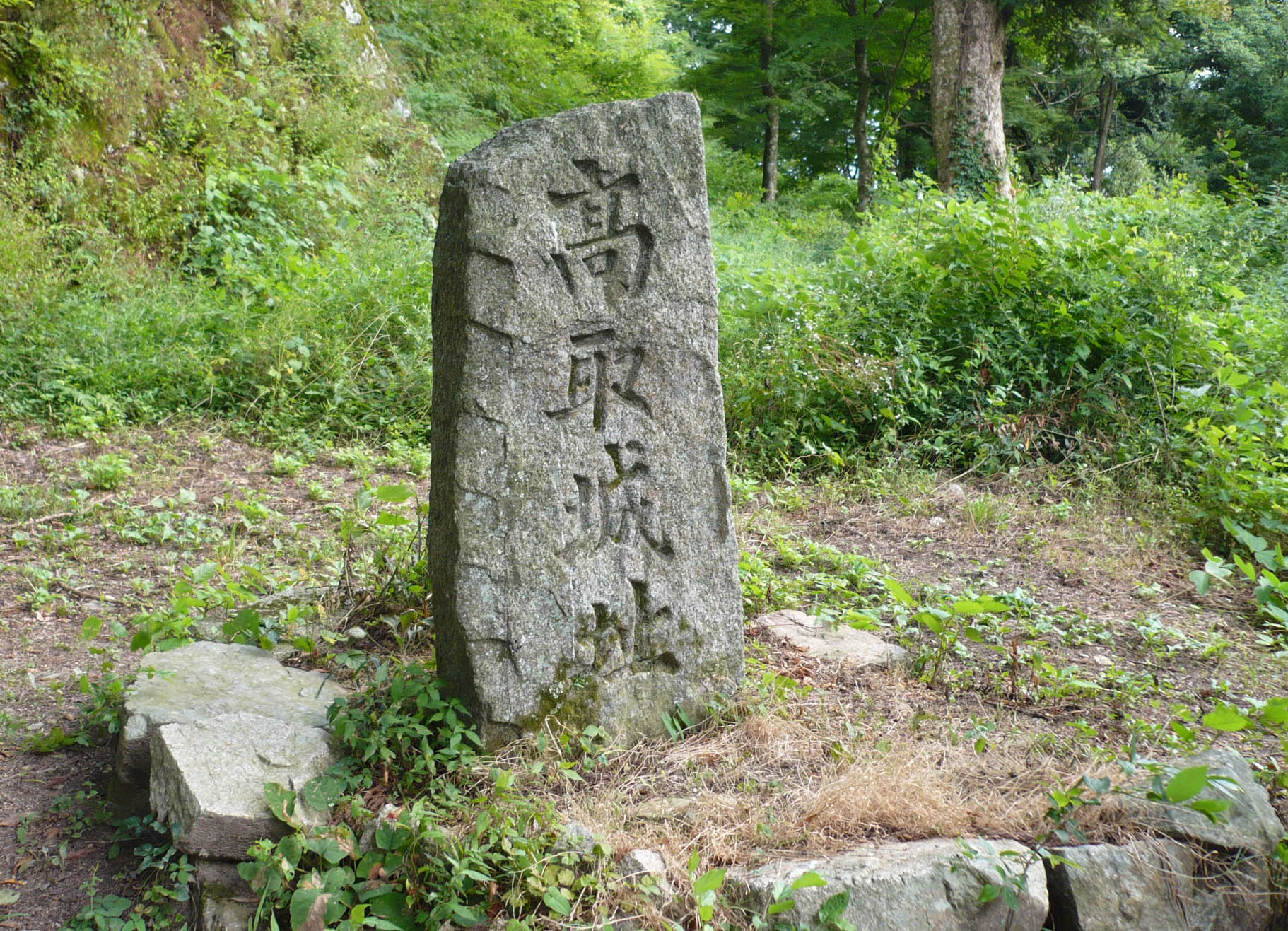
高取城の石碑

- 電車 - 近鉄電車吉野線「壺阪山駅」→奈良交通バス「壺阪寺前」下車→徒歩約50分
- 車 - 南阪奈道路葛城IC→国道165号→国道24号→国道169号→奈良県道119号
  - 駐車場は、高取町観光案内所の「夢創舘」横と児童公園近くの観光駐車場。
  - 城内入口付近には駐車場は無いがタクシーなら宗泉寺までは行く事が出来る。
- 徒歩 - 「夢創舘」から徒歩で約90分。
- 登城 - 宗泉寺より先は特に舗装整備はされておらず、手すりや街灯なども設置されていない山道である。「虫・蛇に注意」という看板が立てられており、夏の草刈り前は草木が鬱蒼と茂り、冬の降雪の後などは足下に充分な注意が必要である。

## 行事
- 1月1日 - 行事化されてはいないが初日の出を見る為に登城する人がいる。
- 11月23日（祝） - たかとり城まつり

## その他
平成24年、地元自治会と市民団体が3万5679個のアルミ缶を使用して高取城天守をモデルにした作品（高さ4.1m）を作り、「缶の使用数が最も多い像」としてギネス世界記録に認定された。

## 関連文献
- 金松誠「大和高取城に関する文献史学的研究」『奈良大学大学院研究年報』第8号、奈良大学大学院、2003年3月、29-34頁、CRID 1573950402359996544、ISSN 1342-0453。